# Édouard Fritch
Édouard Fritch [eduár frič] (* 4. ledna 1952 Papeete, Tahiti) je francouzský politik, od září 2014 do května 2023 prezident Francouzské Polynésie. Od 12. dubna 2007 do února 2008 a od února do dubna 2009 působil jako předseda Shromáždění Francouzské Polynésie. Do roku 2016 byl místopředsedou profrancouzské politické strany Tahoeraa Huiraatira, za niž v prezidentské volbě kandidoval.